# Towarzystwo Świętego Bazylego
Towarzystwo Świętego Bazylego – rusińska organizacja kulturalna, powstała w 1866 w Królestwie Węgier.
Założycielami byli duchowni greckokatoliccy orientacji rusofilskiej: Aleksander Duchowyj, Iwan Rakowskij i Aleksander Mitrak. Wydawali oni początkowo w języku rosyjskim, a po interwencji biskupa mukaczewskiego w języku miejscowych Rusinów, książki i kalendarze.
Po nastaniu w Mukaczewie nowego biskupa Istvána Pankovicsa (walczącego z wpływami rosyjskimi) część członków Towarzystwa została wydalona, i zastąpiona przez tzw. madziaronów. Założył on również konkurencyjną wobec Towarzystwa instytucję - "Narodnyj Dom".